# Alexander Harris
Alexander LaVelle Harris, zwany krócej Xander – jedna z głównych postaci serialu Buffy: Postrach wampirów. Przez siedem sezonów grał go Nicholas Brendon, w odcinkach „The Replacement” i „Intervention” grany przez Kelly Donovana.
Xander prawdopodobnie urodził się w styczniu 1981 roku, nigdy nie podano dokładnej daty. Urodził się w Sunnydale, jego rodzicami są Tony i Jessica Harris, ojciec jest alkoholikiem, i prawdopodobnie bezrobotnym. Xander od czasów przedszkolnych przyjaźni się z Willow Rosenberg. Jego najlepszym przyjacielem był Jesse McNally, lecz po epizodzie „The Harvest” nigdy już o nim nie wspomniano. Xander miał w szkole opinię nieudacznika. Jego sytuacja nieco się poprawiła gdy zaprzyjaźnił się z Buffy. Jego pierwszą dziewczyną była Cordelia Chase. Gdy ta z nim zerwała, ze względu na swoje życie towarzyskie, Xander wraz z Amy Madison rzucił czar miłosny. W wyniku jego złego działania stał się obiektem miłości całego Sunnydale, także Buffy i zakochanej w nim wcześniej Willow Rosenberg. W trzecim sezonie Cordelia Chase, zrywa z nim, z powodu jego zdrady. Pojawia się wtedy Anyanka, demon zemsty. W wyniku życzenia Cordelii, Sunnydale zmienia się w miasto bez pogromcy. W Alternatywnym Sunnydale Xander jest wampirem, jednym z protegowanych Mistrza. Ginie tam skołkowany przez Buffy. W odcinku „The Zeppo” Xander spędza noc z Faith. Słynący z przyciągania demonów Xander, staje się obiektem podchodów pozbawionej swoich mocy Anyi. Zostają oni parą aż do odcinka „Hell’s Bell's”, kiedy Xander tchórzy przed ołtarzem. Mniej więcej w połowie siódmego sezonu ponownie są razem, lecz w „Chosen” finale serii Anya ginie. Xander traci oko w walce z Calebem w winiarni. Xander jako jedyny nigdy nie posiadał żadnych nadnaturalnych mocy. Jest cieślą i majstrem na budowie. Uczestniczył między innymi w budowie nowego liceum. W sezonie czwartym mieszkał w piwnicy swoich rodziców, w odcinku „The replacement” przeprowadza się do wynajętego mieszkania.
Samochody Xandera: Chevrolet Bel Air Convertible z 1957, własność wujka Rory'ego. Numer rejestracji prawdopodobnie PSI 735, widzony w „The Zeppo”. Od sezonu 5 do odcinka „Two to go” w sezonie 6 gdy został zniszczony, Ford Taurus, rejestracja 2SAM564. W sezonie 7 srebrny samochód, prawdopodobnie użyty też przez Willow w „Dirty Girls”, prawdopodobnie także marki Ford, rejestracja 3PCE187. Zniszczony podczas zagłady miasta.

## Post Sunnydale
Xander jest głównodowodzącym w bazie pogromczyń w Szkocji, utrzymuje też kontakt z Gilesem i Andrew. Bywa porównywany do Nicka Fury, zapewne z racji braku oka – tego samego zresztą, oraz podobny sposób ubierania i pośrednio funkcję. Xander jednak nie uznaje siebie za obserwatora. W części drugiej Xander musi przejąć funkcje pogromczyni pogrążonej w śnie, podczas ataku na kwaterę główną. Widzimy też iż nadal próbuje on pełnić rolę mediatora jak to czynił wcześniej w serialu.

## Umiejętności
Xander nie posiada żadnych nadludzkich mocy, jest jednak dobrym majsterkowiczem, co się przydaje gdy konieczna jest wymiana szyb w domu Buffy. W odcinku „The pack” został opętany przez hienę, zyskał wtedy dość sporą siłę fizyczną, wyostrzone zmysły. W „Halloween” zmienił się w żołnierza, nabył wtedy pewne umiejętności wojskowe. W „Superstar” podpalił książkę po przeczytaniu prostego zaklęcia. Xander dość szybko osiąga status majstra na budowie, na której pracuje. W sezonie 8 jest też głównym dowódcą w sztabie pogromczyń w Szkocji. Pozwala to wyciągnąć wniosek iż Xander jest dobrym organizatorem, i potrafi zarządzać i sterować ludźmi.

## Inne wcielenia
- Xander Wampir – odcinek „The Wish”.
- Xander Hiena – odcinek „The Pack”.
- Scruffy Xander i Suave Xander – odcinek „The Replacement”, został wtedy rozdzielony na dwie osoby.
- Xander Wojskowy – odcinek „Halloween”.
- Xander sługa Draculi

## Związki
- Willow Rosenberg – mieli wtedy 6 lat i zerwali ponieważ ukradł jej lalkę Barbie, z odcinka „Welcome to Hellmouth”. Także w sezonie trzecim, od „Homecoming” do „Lover's Walk”.
- Buffy Summers – podkochuje się w niej mniej więcej do końca sezonu pierwszego. Później jest już tylko przyjacielem.
- Kobieta Modliszka – w odcinku „Teacher's Pet”.
- Inkaska Mumia, używająca imienia Ampata lub Empada, po peruwiańskim chłopaku przez nią zabitym. Odcinek „Inca Mummy Girl”.
- Cordelia Chase – od odcinka „What's My Line? part 2” do „Lover's Walk”. Zerwali z powodu zdrady Xandera.
- Faith – odcinek „The Zeppo”.
- Anya Jenkins – byli razem na balu maturalnym w „The Prom”. Właściwy związek dopiero od sezonu czwartego od „The Harsh Light of Day”. W epizodzie „The Gift”, Xander oświadcza się. Jednak tchórzy tuż przed ślubem – odcinek „Hell’s Bell's”. Ponownie zaczynają się spotykać pod koniec siódmego sezonu, aż do momentu śmierci dziewczyny w „Chosen”.
- Lyssa – demon, w odcinku „First Date”, próbuje za pomocą jego krwi otworzyć pieczęć na piekielnych ustach.
- Nancy – odcinek „Beneath you”, atakowana przez swojego chłopaka, zmienionego w demona przez Anye.